# آرثر إس. لينك
آرثر إس. لينك (بالإنجليزية: Arthur S. Link)‏ هو مؤرخ أمريكي، ولد في 8 أغسطس 1920 في نيو ماركت في الولايات المتحدة، وتوفي في 26 مارس 1998 في Advance, North Carolina ‏ في الولايات المتحدة بسبب سرطان الرئة.